# Grupo Empresarial Olímpica
El Grupo Empresarial Olímpica es un conglomerado colombiano, que ha desempeñado un papel significativo en la historia económica y social del país. Se estableció en la ciudad de Barranquilla en la década de 1950 por la familia Char. El grupo ha crecido exponencialmente diversificándose en sectores como supermercados y droguerías con el lema "precios bajos, siempre".

## Historia

### Antecedentes
Desde su creación, Olímpica SA ha mostrado un crecimiento constante, expandiéndose a nivel nacional y adoptando prácticas comerciales que han revolucionado el mercado minorista. Su enfoque en la satisfacción del cliente y la calidad de sus productos, junto con su lema inicial “Suba un piso y baje un peso”, marcaron el comienzo de su expansión.
El comerciante sirio-libanés Ricardo Char Zaslawy llegó a Colombia en 1926. Su hermano, Nicolás Char Zaslawy, ya estaba instalado en Santa Cruz de Lorica, en el Caribe Colombiano. Atraído por el éxito de su hermano y aplicando sus conocimientos en orfebrería, Ricardo abrió una joyería en el municipio. Posteriormente, se trasladó a Barranquilla en 1952, donde inició un nuevo proyecto que culminó en la fundación de Olímpica en 1953.

### Influencia como Negocio
Olímpica ha impactado la economía colombiana a través de la generación de empleo y la dinamización del comercio, consolidándose como una de las cadenas de retail más grandes del país. Con un modelo de precios bajos, se ha caracterizado
Expansión y Diversificación
A lo largo de las décadas, Olímpica ha diversificado sus operaciones más allá del sector minorista tradicional. Actualmente, gestiona una amplia red de supermercados, droguerías y otras empresas, ofreciendo servicios a un grupo diverso de clientes.
Innovación y Tecnología
La empresa ha desarrollado una plataforma de comercio electrónico robusta, permitiendo a los clientes realizar compras en línea con facilidad, lo cual ha sido crucial para su expansión en la era digital.
Impacto Económico
El Grupo Empresarial Olímpica es uno de los mayores empleadores en Colombia, generando miles de puestos de trabajo directos e indirectos. Además, ha jugado un papel crucial en el desarrollo económico de las regiones donde opera.
Sostenibilidad y Responsabilidad Ambiental
La sostenibilidad es una parte integral de la estrategia de negocio de Olímpica. La empresa ha implementado políticas ambientales rigurosas, incluyendo programas de reciclaje, reducción de residuos y eficiencia energética.
Relación con la Comunidad
Olímpica ha establecido una relación profunda con las comunidades donde opera, a través de su Fundación Olímpica, lanzando numerosas iniciativas de responsabilidad social que abordan problemas como la nutrición infantil y la educación.
Reconocimientos y Premios
Olímpica ha sido reconocida con numerosos premios y distinciones, que destacan su liderazgo en el sector minorista y su impacto positivo en la sociedad y el medio ambiente.
Premio Andesco a la Eficiencia Energética
En 2023, el Grupo Empresarial Olímpica fue galardonado con el Premio Andesco a la Eficiencia Energética, otorgado por la Asociación Nacional de Empresas de Servicios Públicos y Comunicaciones (Andesco). Este reconocimiento destacó los esfuerzos de Olímpica en la implementación de prácticas energéticas sostenibles y la optimización del consumo de recursos en sus operaciones. El premio subraya el compromiso de la compañía con la sostenibilidad ambiental y su liderazgo en la adopción de tecnologías que promueven un menor impacto ecológico.
En 2024, Superalmacenes Olímpica, realizó una inversión de más de $350 mil millones de pesos en la inauguración de más de 10 puntos de ventas de los departamentos de la Guajira, Atlántico y Bolívar, además de inversión en modernización tecnológica.
Responsabilidad Social Empresarial (RSE)
El compromiso del Grupo Empresarial Olímpica con la RSE es parte fundamental de su identidad, con programas enfocados en el bienestar de la comunidad y la sostenibilidad ambiental.
Fundación Olímpica
La Fundación Olímpica maneja los aspectos sociales y ambientales del grupo, enfocándose en la nutrición infantil, educación y sostenibilidad ambiental.
La Fundación Olímpica impulsa su compromiso social a través de varios programas clave, entre ellos su colaboración con ABACO y la Alianza por la Nutrición Infantil "Alimentando Sueños", cuyo objetivo es mejorar la nutrición infantil en Colombia y convertir al país en un referente en este campo para 2030. Además, en alianza con UNICEF, la Fundación ha trabajado durante nueve años en la estrategia Seres de Cuidado, que busca prevenir la malnutrición infantil mediante la promoción de prácticas de crianza saludables en comunidades vulnerables de La Guajira y Nariño. Por otro lado, a través de la campaña Vamos Pa Lante, en colaboración con W Radio y la Universidad de los Andes, la Fundación apoya a estudiantes universitarios que enfrentan dificultades económicas, ofreciéndoles becas de rescate que les permiten continuar su formación académica y contribuir al desarrollo del país.

## Activos
- Supertiendas Olímpica (cadena de almacenes)
- SAO Super Almacén Olímpica (cadena de hipermercados)
- Almacenes Ísimo (tiendas de descuento)
- Droguerías Olímpica (cadena de farmacias)
- Medalla de Oro (alimentos)
- Olimpo (fabricante de electrodomésticos)
- Junior de Barranquilla (equipo de fútbol colombiano)
- Serfinanza (banco y consorcio financiero)
- Indunal (empresa avícola)
- Dakota (fabricante de camisas y pantalones para hombres)
- DKTA Jeans (fabricante de camisas y pantalones para mujeres)
- Único (fabricante de ropa interior para el hombre)
- Style (fabricante de ropa interior para la mujer)
- Caimanes de Barranquilla (equipo de béisbol colombiano)
- Olímpica Stereo (cadena de emisoras musicales de corte tropical y popular)
- Mix (cadena de emisoras musicales de reguetón y música urbana)
- Radio Tiempo (cadena de emisoras musicales de pop latino)
- Emisora Atlántico (estación radial de Barranquilla de formato noticioso y hablado)
- La Reina (estaciones radiales de formato musical vallenato)
- La KY 925 (emisora musical de formato tropical en Ciudad de Panamá)
- Play 1037 (emisora musical de formato urbano en Ciudad de Panamá, antes RadioMil)
- Sonovista Publicidad (agencia de publicidad con sede en Barranquilla)
- Portales Urbanos (constructora)
- Erotismo (cadena de juguetes sexuales)
- Laboratorios best (Laboratorio farmacéutico)